# HMS Sulphur (1826)
De HMS Sulphur was een militair zeilschip uit de Hecla-klasse van de Royal Navy. Het werd in Engeland gebouwd en in 1826 te water gelaten.
In 1829 maakte de HMS Sulphur deel uit van de "eerste vloot". De 'First Fleet' bracht kolonisten naar het westen van Australië om er de kolonie aan de rivier de Swan te stichten. Het schip had onder meer kapitein Frederick Irwin en een honderdtal onder diens bevel staande soldaten van het '63rd Regiment of Foot' aan boord.
De HMS Sulphur werd in 1835 tot verkenningsschip omgebouwd. Van 1836 tot 1840 verkende het onder kapitein Frederick Beechey de westkust van Amerika.

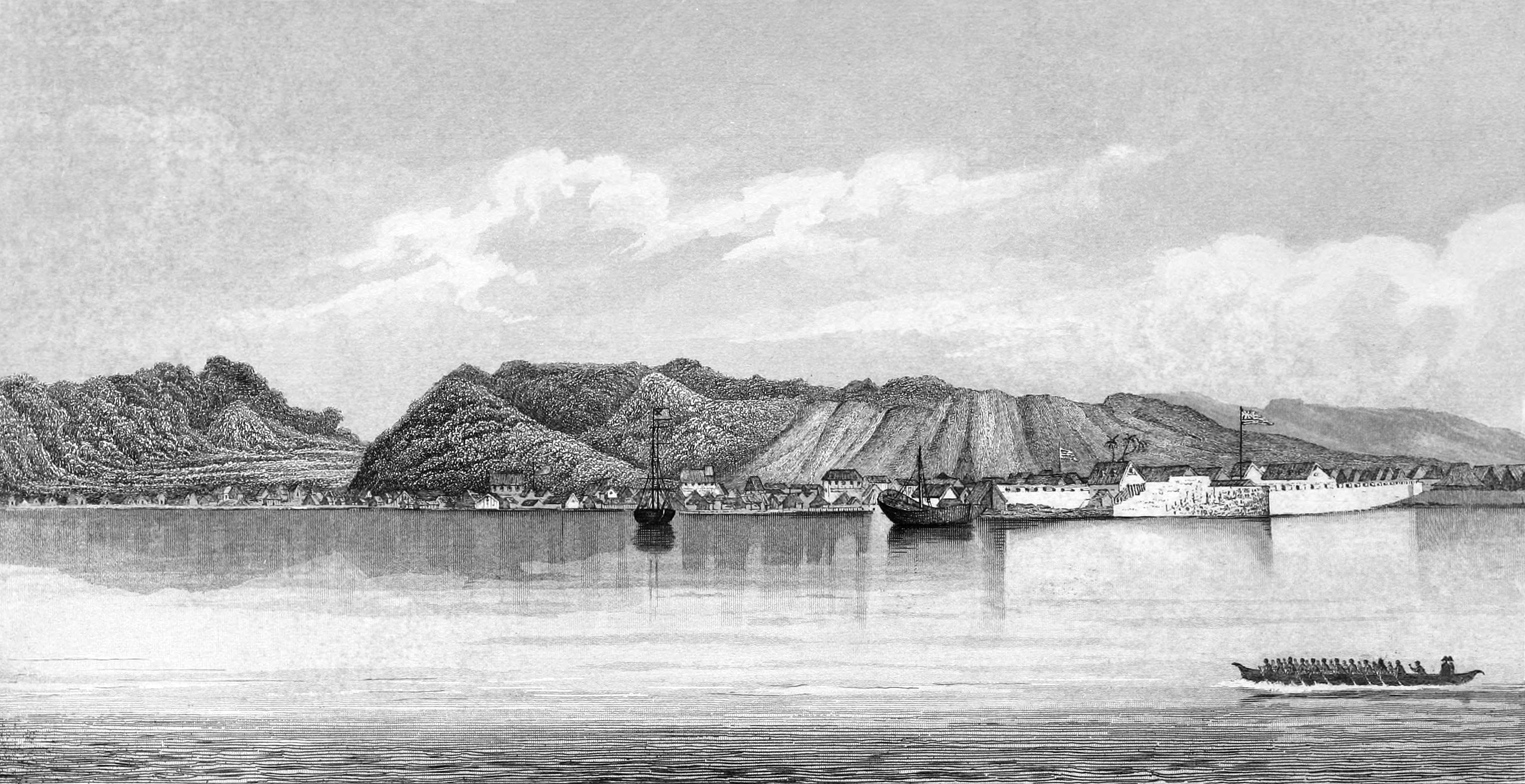
Belchers bezoek aan Honolulu fort.

## Carrière
Het militaire zeilschip HMS Sulphur werd in de Chatham Dockyard te Kent gebouwd. Het werd in 1826 te water gelaten.
In 1829 vergezelde het schip de bark Parmelia naar het westen van Australië, om er de kolonie aan de rivier de Swan te stichten. Aan boord van de Sulphur bevonden zich onder meer kapitein Frederick Irwin, een honderdtal onder zijn bevel staande soldaten van het 63ste regiment en de koloniale schatkist bestaande uit zestien kisten met in totaal £ 200 in koperstukken, £ 200 in Spaanse dollars en £ 600 in Engelse zilverstukken. De Sulphur diende er enkele jaren als bevoorradingsschip waarbij het Augusta, Van Diemensland, kaap de Goede Hoop en de King George Sound aandeed.
In 1835 werd de HMS Sulphur tot verkenningsschip omgebouwd. Van 1836 tot 1840 verkende het onder kapitein Frederick Beechey de westkust van Amerika. Beechey schreef over deze reis het werk Narrative of a Voyage Round the World in HMS Sulphur. Vergezellend naturalist Richard Brinsley Hinds publiceerde zijn bevindingen in The Botany of the Voyage of HMS Sulphur en The Zoology of the Voyage of HMS Sulphur.
In 1840-41 nam de Sulphur in China deel aan de eerste opiumoorlog. Na op 21 juli 1841 door een tropische cycloon beschadigd te zijn geraakt, bracht het schip de haven van Hongkong in kaart. In 1842 keerde het naar Engeland terug waar het van 1843 tot aan haar ontmanteling op 20 november 1859 voor havendiensten werd gebruikt.
Sulphur Channel tussen het eiland Hongkong en Green Island werd naar het schip vernoemd.

## Passagierslijst 1829
Onderstaande mensen met een wikipediapagina voeren aan boord van de HMS Sulphur naar de te stichten kolonie aan de rivier de Swan:
- arts Alexander Collie
- kapitein Frederick Irwin
- vaandrig Robert Dale